# Synodontis maculipinna
Synodontis rukwaensis là một loài cá thuộc họ Mochokidae. Nó là loài đặc hữu của Tanzania. Môi trường sống tự nhiên của chúng là hồ nước ngọt.